# Гуттенбрунн, Людвиг
Людвиг Гуттенбрунн (нем. Ludwig Guttenbrunn; около 1750—1819) — австрийский художник-портретист, копиист.

## Краткая биография
Художник появился на свет около 1750 года. Версии о месте его происхождения разнятся. По мнению Бузири Вичи и Курцвелли, Гуттенбрунн родился в Кремсе близ Вены; согласно Кобеко и А. П. Мюллер, живописец «родом саксонец»; другие, в свою очередь, утверждают, что он уроженец Дрездена; а в письме за 3 июля 1817 года к Н. Н. Демидову Гуттенбрунн сообщает, что планирует возвращение «в Германию на родину».
Творческое развитие Гуттенбрунна началось в Кремсе, где он был учеником Мартина Иоганна Шмидта (1718—1801). Так как маленькие княжества не могли в полной мере удовлетворить потребности молодого одарённого художника в самореализации, он решил переехать из Кремса в Вену. Здесь живописец трудился с 1770 по 1772 год, после чего перебрался в Рим и проживал вплоть до 1789 года в Италии, откуда затем отправился в Лондон. С 1795 и примерно до 1805 (или 1803) года Гуттенбрунн жил в России, потом вновь обосновался в Риме и здесь в 1809 году был принят в Академию Святого Луки.
Умер 15 января 1819 года во Франкфурте.

## Творческая карьера

### Первые контакты с русскими коллекционерами
Вероятно, первое знакомство Гуттенбрунна с русскими коллекционерами состоялось в Италии в 1770-х — 1780-х годах.
В числе моделей портретов художника был Иоганн Фридрих фон Рейфенштейн (1719—1793), немецкий живописец, выступавший посредником в художественной среде Рима, в котором жил с 1762 года. Под его контролем находились пенсионеры Петербургской Академии художеств, он же занимался закупками произведений. 5 января 1771 Рейфенштейна избрали почётным академиком и комиссионером Академии. При попечительстве Рейфенштейна Гуттенбрунн начал получать регулярные заказы от людей из европейского высшего общества, а также нашёл русских заказчиков и покровителей. Кроме того, художник получал внушительные доходы, копируя работы известных живописцев прошлого и современности, в первую очередь А. Р. Менгса, благодаря чему стал считаться первоклассным копиистом. Например, копию Гуттенбрунна с моделло плафона «Аллегория истории», которую Менгс написал в 1772—1773 годах в Станца Деи Папири в Ватикане, удалось приобрести известному коллекционеру произведений неоклассического стиля князю Николаю Борисовичу Юсупову, о чём писал С. Р. Воронцов А. А. Безбородко:

Менгс обещал принцу астурийскому (нынешнему королю испанскому) присылать, в небольших размерах, копии со всех своих славных произведений, которые он предпримет в Риме, и один только Гуттенбрунн оказался способным мастерски списывать копии. Одна из этих копий, не отправленная в Мадрид по случаю смерти Менгса, была продана его наследниками, и князю Юсупову посчастливилось купить её.
— 
Художник проживал в Риме пока там оставался Менгс, который видел в нём превосходного копииста. В 1779 году он переехал во Флоренцию. 26 сентября 1783 года его приняли во флорентийскую Академию в качестве художника эрцгерцога Австрийского, выполнявшего здесь работы в технике энкаустики. С 1785 по 1786 год он работал при туринском дворе, где впервые мог встретить князя Н. Б. Юсупова, русского посланника в Турине (1783—1789), в коллекции которого помимо «Аллегории истории» были ещё две собственные картины Гутеннбрунна: «Две девушки в окне, читающие письмо» и «Две девушки, глядящие в окно».
В 1777 году по заказу графа Семёна Романовича Воронцова, русского посланника в Венеции (1782—1784), путешествовавшего на тот момент по Италии, мастер пишет картину «Две девочки» во фламандском стиле.
В 1789 году художник приехал в Лондон, где встретился со своим старым заказчиком и покровителем С. Р. Воронцовым, русским послом в 1785—1796 и 1801—1806 годах. В британской столице он пишет для С. Р. Воронцова портреты его детей — Екатерины и Михаила (1790) и семейный портрет (1791), повторённый также для Ф. В. Растопчина, корреспондента и друга Воронцова.
По утверждению Мюллер, примерно 1793 году художник был рекомендован Воронцовым Гаспаре Сантини, русскому консулу в Риме (1781—1794) и художественному агенту русского двора, у которого были связи с И. Ф. фон Рейфенштейном.

### В России
В 1795 году Гуттенбрунн покинул Лондон, перебравшись в Петербург. По поводу его приезда Ф. В. Растопчин в письме от 8 декабря 1795 года в Лондон С. Р. Воронцову сообщил:

Живописец Гуттенбрунн, в котором вы принимали столько участия, кажется, разбогатеет, по многим причинам: прежде всего по тому, что он довольствуется умеренными ценами, и потому что приехал именно в такое время, когда императрица была сердита на госпожу Лебрен

С 1796 года после воцарения Павла I положение Гуттенбрунна при дворе укрепилось, чему, вероятно, способствовал барон Людвиг Генрих Николаи, очередной покровитель художника, состоявший на службе при Малом дворе и пользовавшийся благосклонностью нового российского правителя и его жены. В письме за 11 апреля 1797 года он пишет Воронцову следующее:

Гуттенбрунн постоянно посещает меня. Он обладает очень хорошим талантом и наивною и сердечною добротою. При жизни пойкойной Государыни, он нарисовал портреты всего молодого семейства. Теперь он вновь примется за ту же работу, начиная с императрицы. Он хорошо ведёт свои дела, и ведёт их тем лучше, что не особенно дорожится
— 
Из переписки покровителей мастера известно, что при царском дворе он занимался лишь портретной живописью, а первыми его работами, по мнению Мюллер, стали «портреты великих князей и княжон, дочерей Павла в сентиментально-романтическом духе». В 1927 году картины с изображением великих княжон Елены, Александры и Марии были найдены в Гатчине В. Макаровым, который датировал эти произведения 1796 годом.
В начале 1799 года Гуттенбрунн прибыл в Москву, однако, как писал Г. Л. Николаи С. Р. Воронцову, «не имел там успеха». В Москве он установил на свои работы большие цены, так и не снизив их в продолжение всего года. Однако в итоге московским заказчикам пришлось смириться с его условиями, что, возможно, было связано с избранием художника в 1800 году академиком в Петербургскую академию Художеств.
В Москве Гуттенбрунн сделал копию портрета жены Николая Петровича Шереметева Прасковьи Ивановны, скончавшейся 23 февраля 1803 года после родов. Об этой работе известно из переписки Шереметева с Д. А. Олсуфьевым, котого он просил заказать масляную копию пастельного портрета его супруги, где она запечетлена в театральном костюме. В результате граф оценил копию и хотел привлечь художника к созданию ещё одной, в письме от 1 июня 1803 года он просил Д. А. Олсуфьева «склонить сего живописца» к написанию копии маслом другого пастельного портрета, но тот в письме от 8 июня ответил, что «Господин Гуттенбрунн на сих днях отъезжает, а может быть уже и уехал».
Бо̀льшая часть произведений Гутеннбрунна во время его пребывания в России выполнена в новом для русской живописи конца XVIII — начала XIX века жанре малоформатного портрета. В числе его работ портреты, на которых изображены близкие родственники (братья Разумовские, братья Куракины, сёстры Нарышкины). Кроме того, работа мастера с миниатюрным портретом была зафиксирована лишь среди картин, созданных им в России.
Как копиист, Гуттенбрунн также был тепло принят русскими заказчиками, в частности, С. Р. Воронцовым, который ценил его в первую очередь за копии с шедевров Корреджо; его работы «Обручение Святой Екатерины» и «Святое семейство», скопированные Гуттенбрунном в Италии, стали частью коллекции Воронцова.

### Отъезд из России
Дата переезда художника из России в точности неизвестна. Возможно, он уехал в 1805 году. Впрочем, из вышеупомянутого замечания в письме Олсуфьева за 1803 год о возможном отъезде Гуттенбрунна можно сделать вывод, что он пересёк российские границы на два года раньше. Бузири Вичи установил, что в 1805 году он приехал в Италию и поселился в Риме на площади Испании, 44, близ своего прежнего римского адреса проживания.
В 1817 году Гуттенбрунн перебрался в Париж, который после завершения наполеоновского периода стал благоприятным для художественной работы местом. 3 июля он написал письмо Николаю Никитичу Демидову, в это время также находившемуся в столице Франции, с предложением купить у него коллекцию живописи, о которой можно составить представление из «Записки о картинах, составляющих кабинет г-на Гуттенбрунна» с перечислением 26 картин мастеров разных художественных школ: «Мужской портрет» Тициано, «Святое семейство (Мадонна из Лоретто)» Рафаэля, «Женский портрет» Ван Дейка, этюд головы Христа Менгса, портрет Кардинала Веласкеса; пейзажи Сальватора Розы, Клода Лоррена, Яна Бота и Гаспара Дюге. Кроме того, в списке указаны работы и самого Гуттенбрунна: копии работ Корреджо «Святая Мария Магдалина», «День (Мадонна со св. Георгием)», «Святая ночь» из Дрезденской галереи; копия «Венеры» Тициана, а также оригинальное произведение «Парис и Венера с Амуром». Этот список без указания даты хранится в воронцовском архиве, однако известно, что сделка с Воронцовым по приобретению коллекции, если она и была, не состоялась, и картины остались у мастера.

## Галерея

Картины Людвига Гуттенбрунна
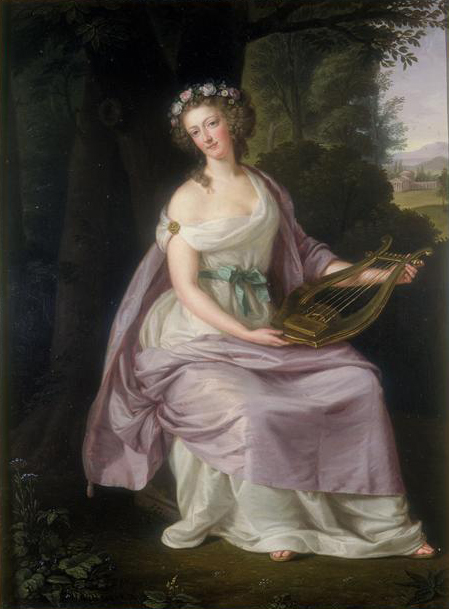
Мария-Антуанетта, 1788
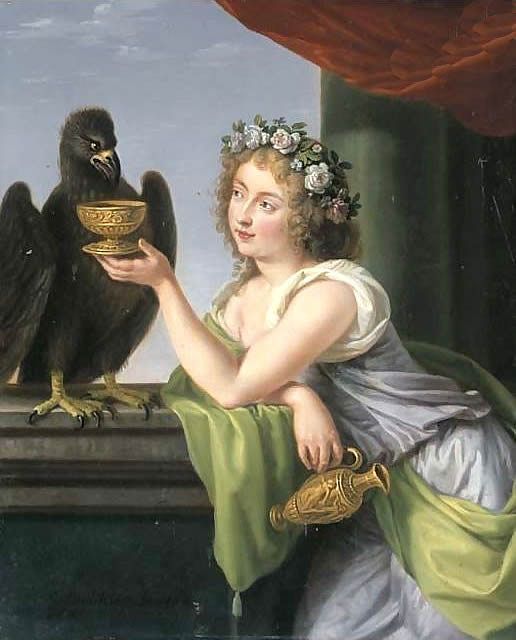
Геба
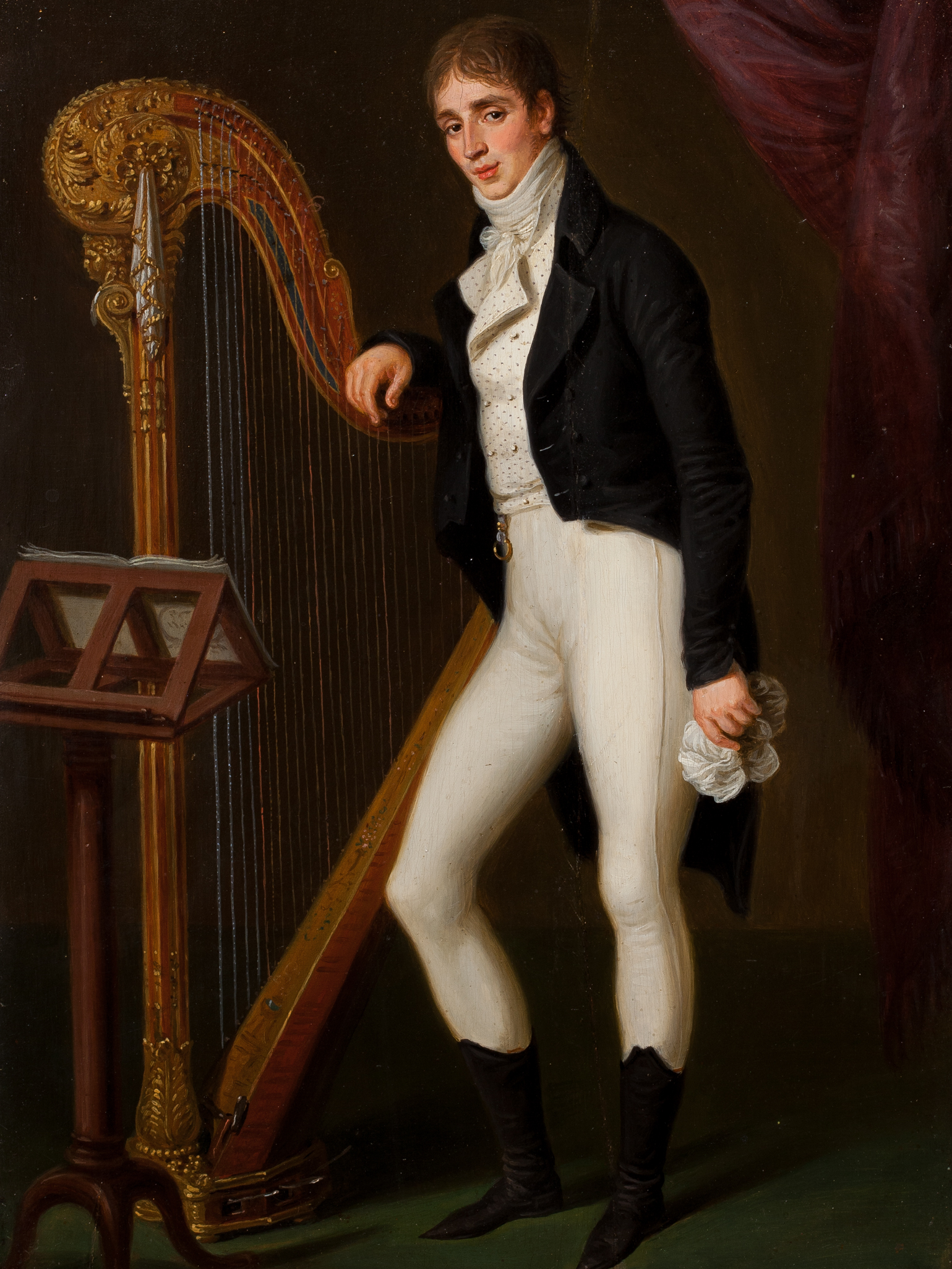
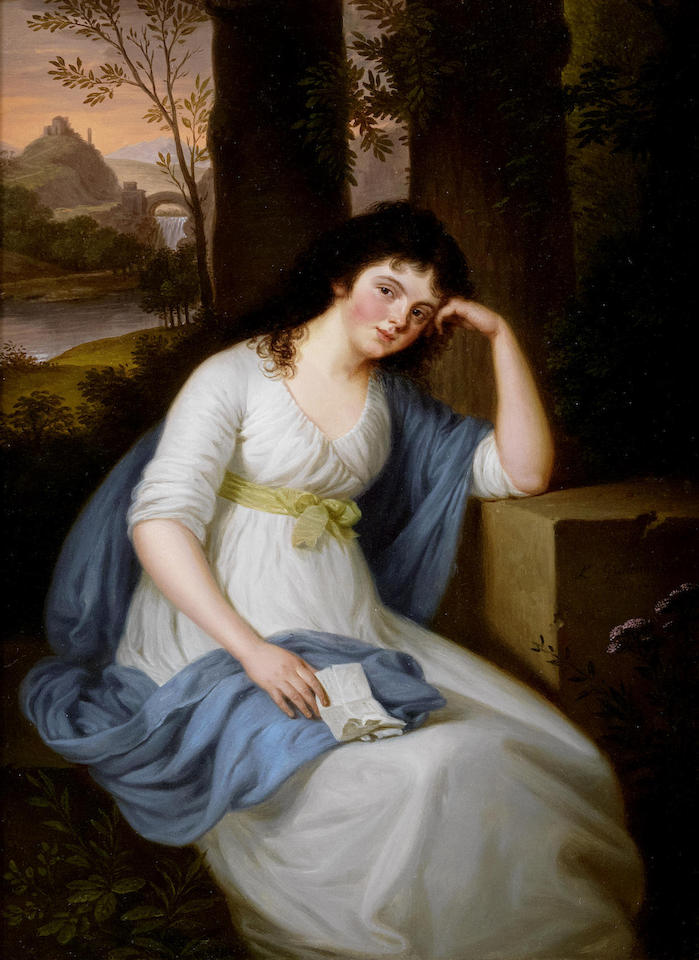
Портрет герцогини Анны Александровны де Серра Каприола
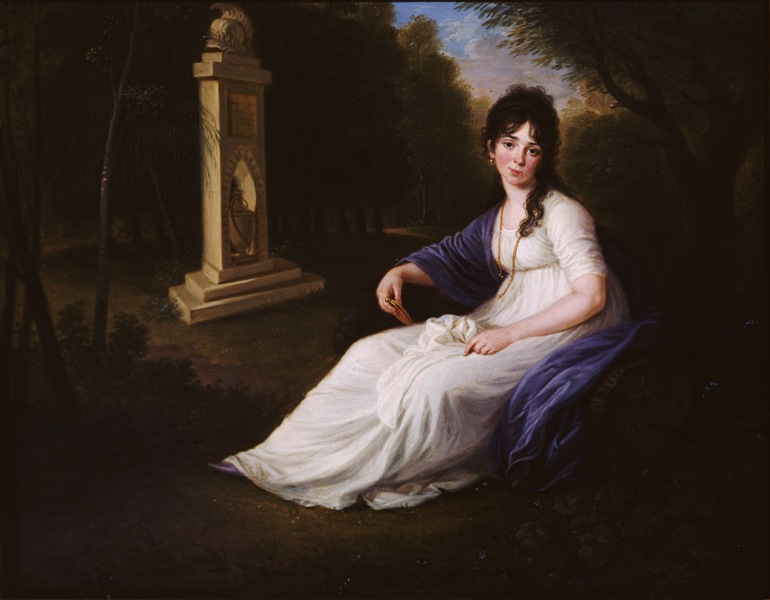
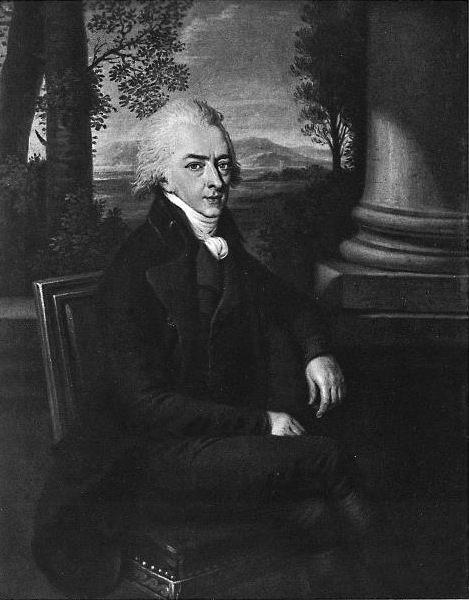
Алексей Кириллович Разумовский
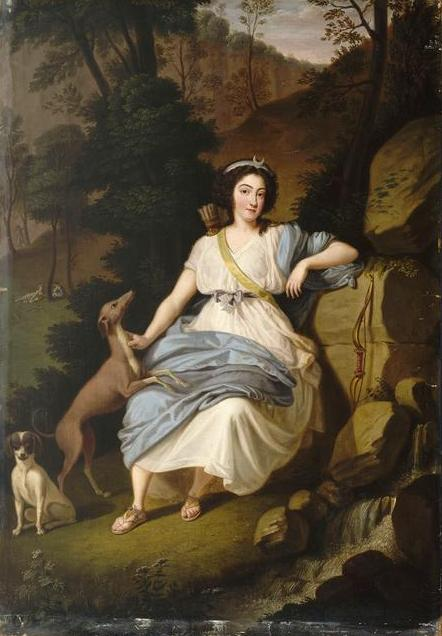
Мария-Жозефина Савойская как Диана
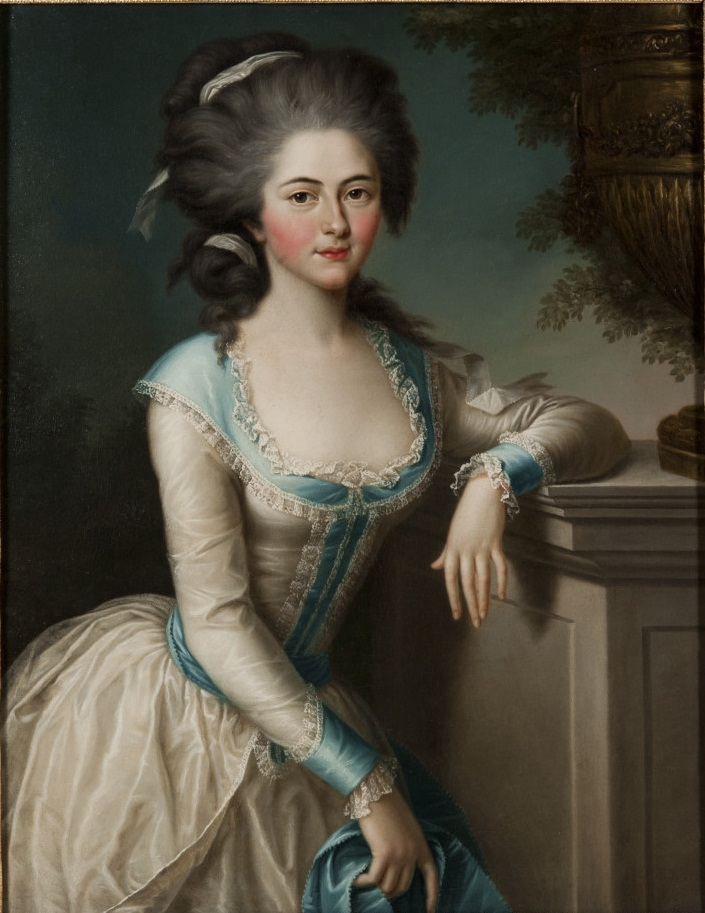
Жозефина Лотарингская